# Thundermans: Secret Revealed
"Thundermans: Secret Revealed" es un especial de una hora de final de temporada de la serie infantil The Thundermans transmitido por la cadena de televisión Nickelodeon. Este especial fue estrenado el 10 de octubre de 2016. También fue estrenada el 6 de abril de 2017.
El primer tráiler oficial del especial salió al aire el 17 de septiembre de 2016, durante el estreno de la tercera temporada de Henry Danger. El segundo tráiler salió el 24 de septiembre de 2016, igualmente durante un nuevo episodio de Henry Danger.
Este episodio cuenta oficialmente como final de la tercera temporada del show, siendo este el episodio más visto de la tercera temporada, solo por detrás del primer episodio.

## Sinopsis
Es el baile de graduación y Phoebe y sus amigas están preparando el lugar en donde será el festejo, cuando una villana intenta robar un portafolio, Phoebe se da cuenta y en eso, rápidamente se transforma en thundergirl y es ahí cuando todos se dan cuenta de que hay una super heroína en la ciudad, que causó un gran interés por esta valiente heroína. Por otro lado, cuando Max recibe una llamada de Dark Mayhem, él está dispuesto a reunirse con él finalmente. No obstante, para unirse, Dark Mayhem tiene una tarea para Max, que es tomar los poderes de thundergirl con una esfera especial. Phoebe descubre acerca de la participación de Max con Dark Mayhem y, después de una lucha que sobreviene entre Max y ella, accidentalmente, Phoebe le quita poderes de Max, causándole un gran enojo y aun así, estar más convencido de querer volverse villano al fin para siempre Gracias a eso, toda la guarida de Max se convierte en una habitación normal; Sin embargo, Colosso es capaz de liberar a Max y luego devolverle la esfera, que Max utiliza para tomar los poderes de su familia, a continuación, Max bloquea a su familia en el interior de su casa, y luego va a la fiesta de graduación, donde Phoebe se encuentra. Mientras tanto, la señora Wong tiene previsto exponer a los Thundermans después de que ella se dio cuenta de que tienen poderes al estar espiando a Hank afuera de su casa, ya que la puerta trasera estaba completamente abierta y se pudo distinguir el cuadro que se encuentra enseguida de la puerta principal, así luego, ella toma foto para no tener alguna duda de la identidad de los Thundermans. Max llega a la fiesta de graduación, a punto de tomar los poderes de Phoebe y poco después, llega Dark Mayhem, a la espera de Max para tomar sus poderes, estando toda la familia reunida. Sin embargo, después de que Phoebe explica a Max qué pasaría si Dark Mayhem tomase sus poderes, Max, finalmente, se da cuenta de que cosas valiosas perderá si decide irse al lado oscuro, como a Alisson, su familia y sus amigos, así que Max decide devolver los poderes a todos los integrantes de la familia; por desgracia, no reciben sus poderes adecuados. Una batalla feroz entonces sobreviene entre Dark Mayhem y sus secuaces, que al final, la pequeña Chloe termina salvando a los Thundermans, tirando encima de Dark Mayhem un gran pilar que estaba en el lugar de la celebración del baile de graduación. Más tarde, la presidenta de la liga de superhéroes proclama oficialmente Max como un superhéroe, convirtiéndose oficialmente toda la familia en superhéroes.

## Nuevos poderes
Luego de la restauración de los súper poderes de los integrantes, todos los poderes de cada integrante fueron cambiados, excepto los de Phoebe y Max, quedando así:
- Hank, que antes tenía el poder de súper vuelo , se quedó con los poderes de Barb, el cual es electroquinecis.
- Barb tenía antes el poder de electroquinecis, ahora tiene super velocidad, el poder anterior de Billy.
- Billy recibió el poder de rayos láser, el cual le pertenecía a Nora.
- Nora adquirió el poder de teletransportación, el cual le pertenecía a Chloe.
- Chloe recibió el poder de súper vuelo, que anteriormente tenía el poder de teletransportación. Ella adquirió el poder de Hank.

## Elenco

### Personajes principales
- Kira Kosarin como Phoebe Thunderman
- Jack Griffo como Max Thunderman
- Addison Riecke como Nora Thunderman
- Diego Velázquez como Billy Thunderman
- Chris Tallman como Hank Thunderman
- Rosa Blasi como Barb Thunderman
- Dana Snyder como Dr. Colosso (voice)
- Maya Le Clark como Chloe Thunderman

### Personajes recurrentes
- Audrey Whitby como Cherry
- Ryan Newman como Allison
- Jeff Meacham como Principal Bradford
- Barrett Carnahan como Link Evilman
- Tanner Stine como Oyster
- Helen Hong como Sra. Wong
- Gabrielle Elyse como Maddy
- Camille Hyde como Roxy
- Daniele Gaither como Presidenta Pateaduro
- Jamieson Pierce como Dark Mayhem (voz)
- Omid Zader como Dark Mayhem
- Parisa Fakhri como Lady Web

### Estrellas invitadas
- Kenzie Dalton como Fairy Pinch-ess
- Jayme Andrews como Son of Scalestro
- Michael Foster como Strongdor

## Recepción
Gracias a muchas promociones en televisión, YouTube y en medios sociales, este especial logró un alto índice de audiencia, con un total de 2.43 millones de espectadores, siendo este, el episodio más visto de la serie en casi 2 años, sólo detrás del estreno de la temporada, el pasado 27 de junio de 2015, con un total de 2.42 millones de espectadores. El especial tuvo un índice en adultos entre 18 a 41 años de edad, de 410 000 espectadores, siendo este el programa #15 más visto en televisión en ese día y el programa infantil #1 en la semana.
El 15 de octubre de 2016, Nickelodeon mostró un final alternativo de 2 minutos, y en esta repetición, se logró reunir a 1.76 millones de espectadores.